# Колет Кастель
Колет Кастель (фр. Colette Castel; 1937—2019) — французька акторка.
Народилася в Парижі 29 червня 1937 року.
Знялась у численних фільмах, зокрема працювала з Рене Клером, Рене Клемент, Анрі-Жоржем Клозотом та Івом Робертом.
У шлюбі з Жозе Артюром народила доньку Софі, пізніше акторку Софі Артюр.
Померла в Террасон-Лавільді 1 вересня 17 вересня 2019 року.

## Вибрана фільмографія
- 1962 — Ми поїдемо в Довіль
- 1963 — День і час
- 1972 — Високий блондин у чорному черевику
- 1974 — Повернення високого блондина